# David Eddings
David Carroll Eddings (7. juli 1931 – 2. juni 2009) var en amerikansk forfatter til flere episke fantasy-serier.
Hans hustru, Leigh Eddings, har medforfattet en hel del af bøgerne, noget hun bliver krediteret for i de senere værker.
Eddings begyndte sin karriere med at skrive almindelig fiktion, som han havde moderat succes med, så skiftede han til fantasy og opnåede en langt større anerkendelse og kommerciel succes.

### Belgarion-sagaen
(Bemærkning: Bøgerne i denne serie er tidligere blevet udgivet som fem bind af forlaget Winther under navnet Belgariad-sagaen. Kun de nye udgaver fra Forlaget Tellerup er medtaget her. Man har valgt at dele hver engelsk bog i to, dvs. der er to danske bind i disse nye udgaver for hvert originalt bind på engelsk.)
1. Den sorte rytter (originaltitel Pawn of Prophecy, kapitel 1-10)
2. Den gamle troldmand (originaltitel Pawn of Prophecy, kapitel 11-21)
3. Den frygtløse ridder (originaltitel Queen of Sorcery, kapitel 1-14)
4. Den udødelige dronning (originaltitel Queen of Sorcery, kapitel 15-30)
5. Den guddommelige mester (originaltitel Magician's Gambit, kapitel 1-14)
6. Den onde ypperstepræst (originaltitel Magician's Gambit, kapitel 15-27)
7. Den forjættede konge (originaltitel Castle of Wizardry, kapitel 1-12)
8. Den gyldne prinsesse (originaltitel Castle of Wizardry, kapitel 13-27)
9. Den udvalgte helt (originaltitel Enchanters' End Game, kapitel 1-12)
10. Den vansirede gud (originaltitel Enchanters' End Game, kapitel 13-25)

### Malloreon-sagaen
(Bemærkning: Romanerne i denne serie er som Belgarion-sagaen blevet opdelt i to i de danske udgaver.)
1. Vestens herre (originaltitel Guardians of the West kapitel 1-12)
2. Spådommens gåde (originaltitel Guardians of the West kapitel 13-25)
3. Slangernes dronning (originaltitel The King of Murgos kapitel 1-12)
4. Murgoernes konge (originaltitel The King of Murgos kapitel 13-25)
5. Malloreas kejser (originaltitel Demon Lord of Karanda kapitel 1-12)
6. Dæmonernes hersker (originaltitel Demon Kord of Karanda kapitel 13-23)
7. Oraklets hemmelighed (originaltitel Sorceress of Darshiva kapitel 1-11)
8. Kejserens valg (originaltitel Sorceress of Darshiva kapitel 12-23)
9. Seernes by  (originaltitel The Seeress of Kell kapitel 1-16)
10. Afgørelsens time (originaltitel The Seeress of Kell kapitel 17-28)

### Eleniaden
1. Dronningens beskytter (originaltitel The Diamond Throne)
2. Jagten på Bhelliom (originaltitel The Ruby Knight)
3. Patriarkens trone (originaltitel The Sapphire Rose del 1)
4. Kampen mod Azash (originaltitel The Sapphire Rose del 2)

### Ridder Jernhøg
(Bemærkning: Eleniaden og Ridder Jernhøg foregår i samme univers og har de samme personer som hovedpersoner.)
1. Eleniens dronning (originaltitel Domes of Fire del 1)
2. Ildkuplernes by (originaltitel Domes of Fire del 2)
3. Bhellioms genkomst (originaltitel The Shining Ones del 1)
4. Troldenes guder (originaltitel The Shining Ones del 2)
5. Den lille gudinde (originaltitel The Hidden City del 1)
6. Den skjulte by (originaltitel The Hidden City del 2)